# Deepdale

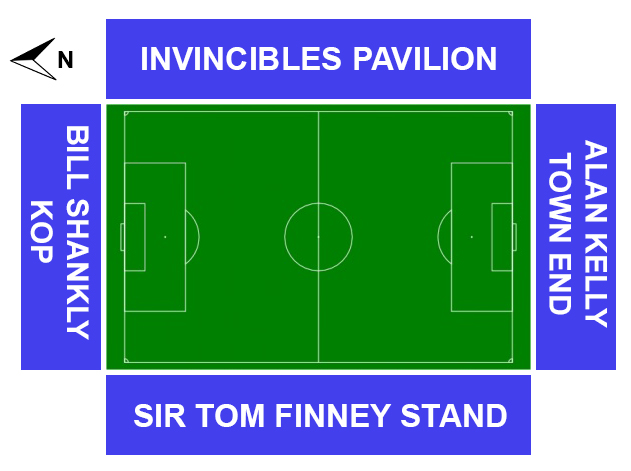
Tribünenplan

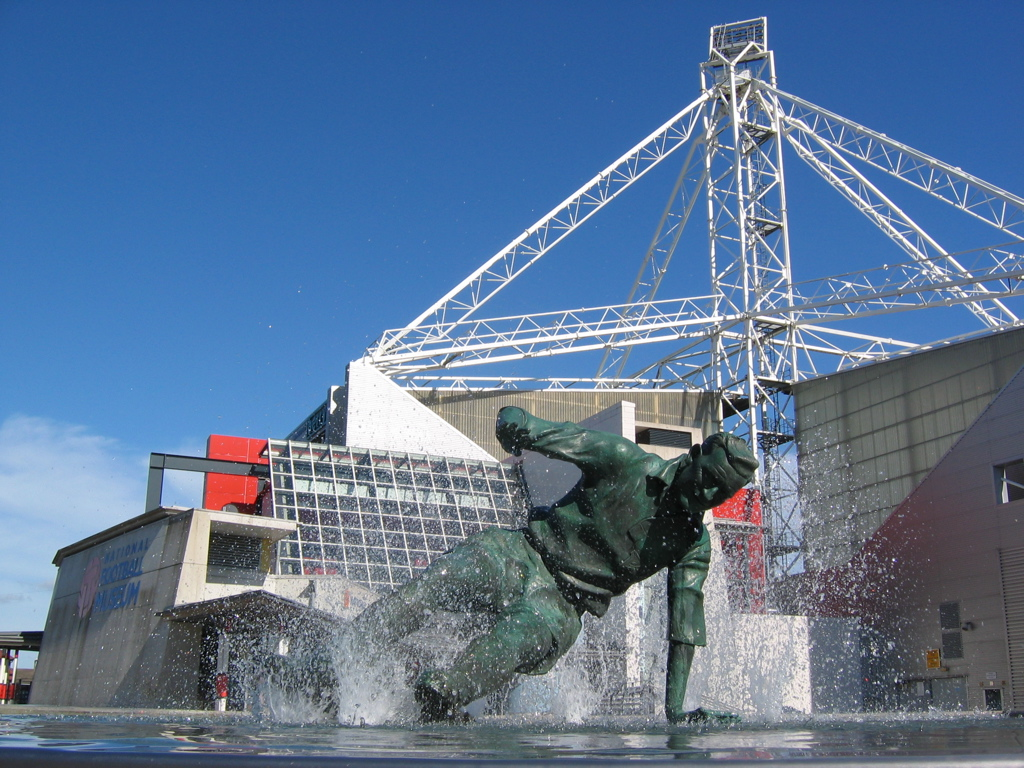
Statue von Sir Tom Finney vor dem Deepdale Stadium

Das Deepdale ist ein Fußballstadion im Stadtteil Deepdale der englischen Stadt Preston, Vereinigtes Königreich. Die Anlage ist die Spielstätte des Fußballvereins Preston North End und war außerdem von 2001 bis 2010 Sitz des englischen National Football Museum.

## Geschichte
Das Gelände war ursprünglich ein Bauernhof in Deepdale und wurde von Cricket- und Rugby-Mannschaften benutzt. 1860 wurde die Fläche zu einem Fußballstadion umgesetzt und 1878 wurde das Stadion eröffnet. Das erste Fußballspiel fand am 5. Oktober 1878 statt, drei Jahre nachdem das Gelände von Preston North End gepachtet worden war. Das Stadion hat eine Kapazität von insgesamt 23.404 Zuschauern. Das Spielfeld dieses Stadions ist das älteste ununterbrochen bestehende Fußballfeld der Welt.
Das Deepdale war einer von fünf Austragungsorte der Fußball-Europameisterschaft der Frauen 2005.

## Tribünen
Die 23.404 Zuschauerplätze verteilen sich wie folgt auf die vier Ränge.
- Sir Tom Finney Stand – 7.893 Sitzplätze (West, Haupttribüne, 1995 eröffnet)
- Invincibles Pavilion – 3.719 Sitzplätze (Ost, Gegentribüne, 2008 eröffnet)
- Bill Shankly Kop – 5.933 Sitzplätze (Nord, Hintertortribüne, 2001 eröffnet)
- Alan Kelly Town End – 5.859 Sitzplätze (Süd, Hintertortribüne, 1998 eröffnet)

## Besucherrekord und Zuschauerschnitt
Die größte Zuschauerzahl in der Geschichte des Stadions kam am 23. April 1938 zusammen. Die Partie der First Division 1937/38 von Preston North End gegen den FC Arsenal (1:3) sahen 42.684 Besucher. Die Bestmarke in Zeiten der modernen Sitzplatzstadien wurde am 23. Januar 2010 im Spiel der 4. Runde im FA Cup 2009/10 gegen den FC Chelsea aufgestellt. Die 23.119 Zuschauer sahen eine 0:2-Niederlage von Preston.
- 2012/13: 09.263 (Football League One)
- 2013/14: 10.234 (Football League One)
- 2014/15: 10.852 (Football League One)
- 2015/16: 13.035 (Football League Championship)
- 2016/17: 12.607 (EFL Championship)
- 2017/18: 13.774 (EFL Championship)
- 2018/19: 14.160 (EFL Championship)